# 47 Pułk Strzelców (RFSRR)
47 Pułk Strzelców (RFSRR) - pułk piechoty Armii Czerwonej okresu wojny domowej w Rosji 1917–1921, w tym wojny polsko-bolszewickiej.
W dniu 9 marca 1920 roku sztandar pułkowy 47 Pułku Strzelców po zaciętych walkach został zdobyty przez żołnierzy Wojska Polskiego.